# 法魯機場
法魯機場（葡萄牙語：Aeroporto de Faro），或译法罗机场，是葡萄牙南部城市法魯的一座民用機場，亦是葡萄牙主要民用機場，位於法魯市西郊的蒙特內哥羅（Montenegro），啟用於1965年7月11日。

## 外部連結
- 官方網站（英文）（葡萄牙文）（西班牙文）
- 法魯機場的Facebook專頁